# Michelangelo Cerquozzi

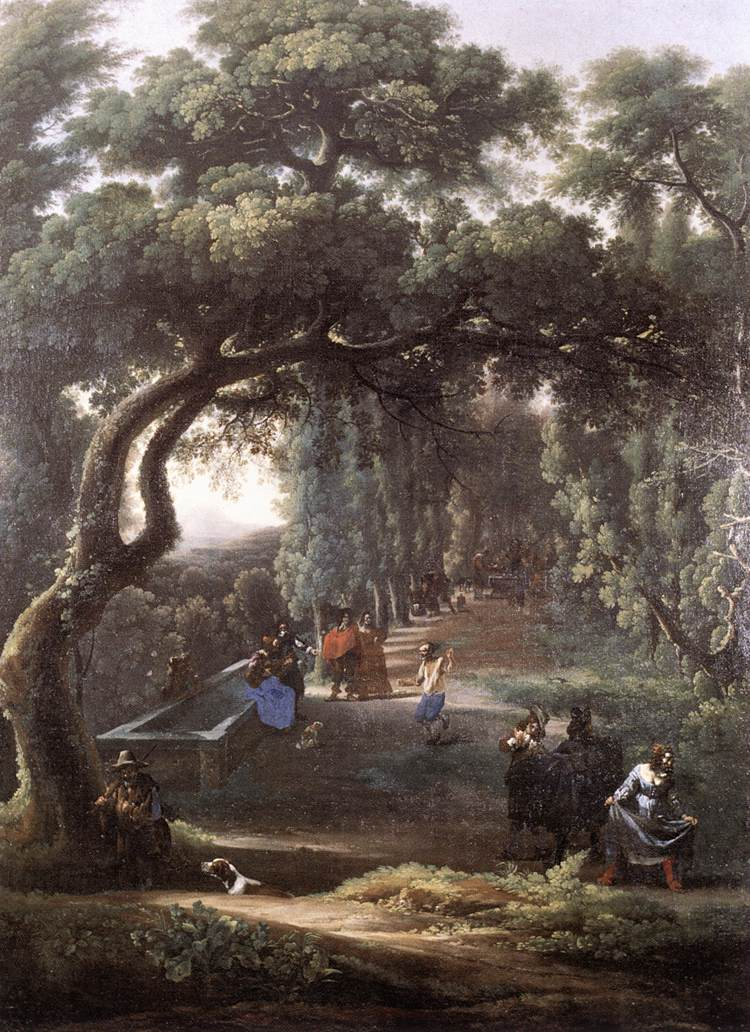
Figuras en una alameda, óleo sobre lienzo (97 × 130 cm), Roma, Galleria Nazionale d'Arte Antica.

Michelangelo Cerquozzi, llamado Michelangelo delle Battaglie (Miguel Ángel de las batallas) (Roma, 1602–1660), fue un pintor barroco italiano, especializado en escenas populares minuciosamente descritas.

## Biografía
Nacido y activo en Roma, es conocido principalmente por sus pequeños lienzos de género, siendo uno de los más conocidos miembros de la corriente de los bambochantes encabezada por el flamenco Pieter van Laer, aunque Cerquozzi no dejó de abordar otros géneros, como el mitológico y el religioso. 
Se conocen pocos datos seguros de su vida. Formado, según algunas fuentes, con Pietro Paolo Bonzi, pintor de naturalezas muertas, o con Vincent Leckerbetien el Maciola, reconocido especialista en la pintura de batallas, a lo que debería Cerquozzi el sobrenombre, ingresó en la Accademia di San Luca en 1634. 

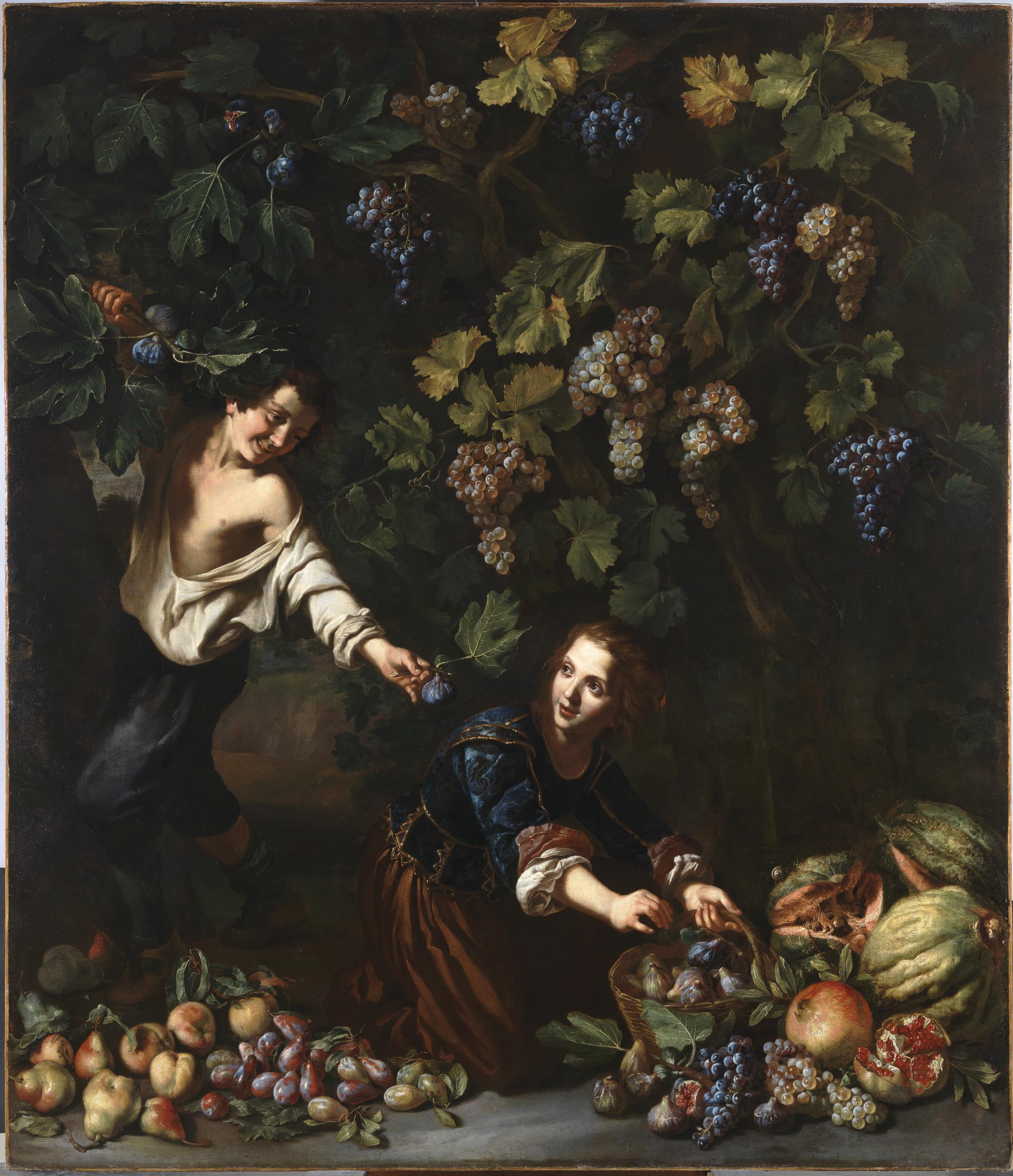
Niños cogiendo fruta, óleo sobre lienzo (198 × 170 cm), Madrid, Museo del Prado.

Pese a los críticos que despreciaban la bajeza de los temas tratados por los bambochantes no le faltaron encargos de algunos cardenales y miembros de la aristocracia romana, especialmente de los círculos hispanófilos como los Colonna o el cardenal Rapaccioli, opuestos a los Barberini, defensores, al contrario, de los pintores de historia y de la corriente clasicista representada, por ejemplo, por Nicolás Poussin. Cerquozzi, en este sentido, colaboró con Jan Miel en las ilustraciones de la segunda década de De Bello Gallico de Famiano Strada, que ensalzaba las victorias de Alejandro Farnesio en los Países Bajos.
Reconocido por sus cuadros de batallas, en 1648 pintó por encargo de Virgilio Spada La revuelta de Masaniello (Roma, Galería Borghese) representando el momento en que el líder popular arengaba a la muchedumbre congregada en la plaza del Mercado de Nápoles, a la vez crónica histórica y testimonio del interés del propio Cerquozzi por los motivos populares, óleo para el que contó con la colaboración en las arquitecturas de Viviano Codazzi, maestro especializado en la pintura de perspectivas. También colaboró con Angeluccio, pintando las figuras de sus paisajes para el cardenal Chigi.